# Округ Ван Бјурен (Арканзас)
Округ Ван Бјурен (енгл. Van Buren County) је округ у америчкој савезној држави Арканзас. По попису из 2010. године број становника је 17.295. Седиште округа је град Клинтон.

## Демографија
Према попису становништва из 2010. у округу је живело 17.295 становника, што је 1.103 (6,8%) становника више него 2000. године.
| Група             | 2000.          | 2010.          |
| Белци             | 15.550 (96,0%) | 16.282 (94,1%) |
| Афроамериканци    | 50 (0,3%)      | 68 (0,4%)      |
| Азијати           | 40 (0,2%)      | 56 (0,3%)      |
| Хиспаноамериканци | 215 (1,3%)     | 475 (2,7%)     |
| Укупно            | 16.192         | 17.295         |